# کاخی کاشیاشویلی
کاخی کاشیاشویلی (به یونانی: Ακάκιος Κακιασβίλης - Kakhi Kakhiashvili) ورزشکار مرد رشتهٔ وزنه‌برداری اهل کشور یونان است. وی در بین سال‌های ‎۱۹۹۲ تا ۲۰۰۰ میلادی در مسابقات بازی‌های المپیک تابستانی در مجموع ۳ مدال طلا را کسب کرد.